# 安格斯牛

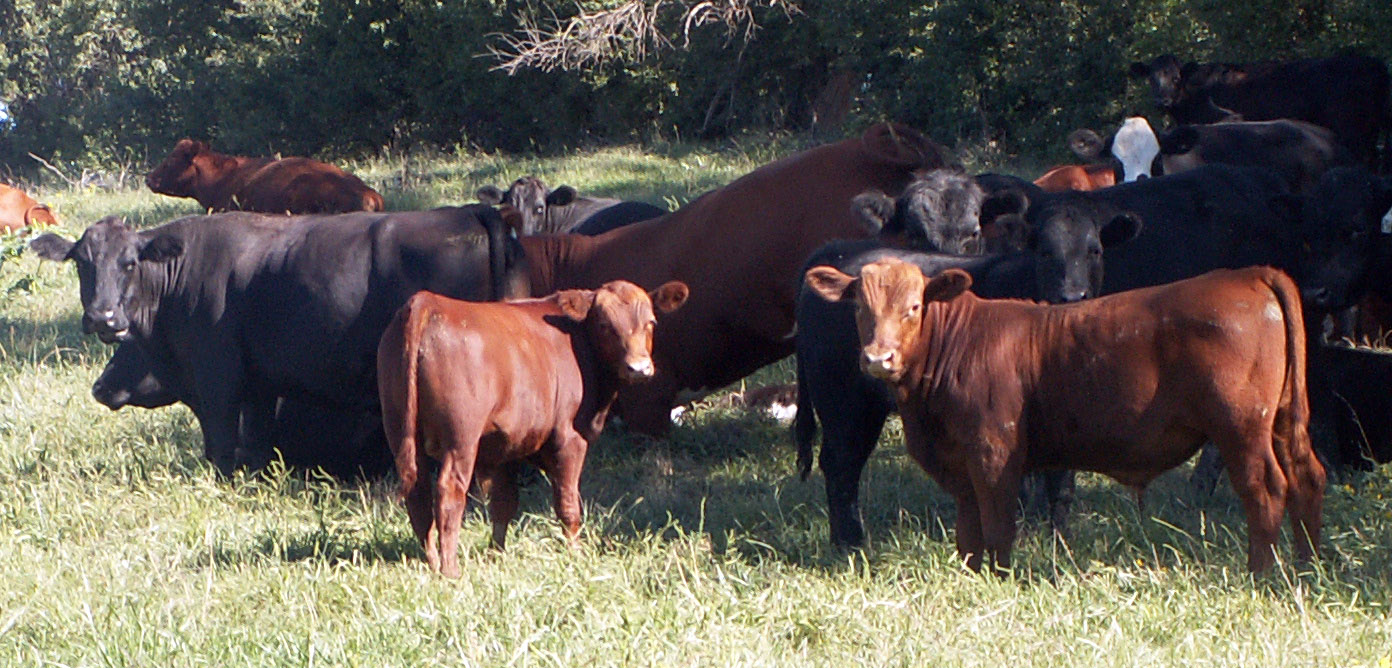

安格斯牛（英語：Angus Cattle），全稱阿伯丁安格斯牛（英語：Aberdeen Angus Cattle），英語中常簡稱安格斯（英語：Angus），是一种早熟肉牛品种，由苏格兰的阿伯丁和安格斯的牛培育而来，没有角，毛皮为黑色或红色，下腹可能是白色，成年公牛的体重可达800公斤左右。在美国红色和黑色被认为是两个品种，黑安格斯牛较多，2005年注册的黑安格斯牛有324,266头。